# 巨勢楲田荒人
巨勢楲田 荒人（こせのひだ の あらひと、生没年不詳）は、飛鳥時代（7世紀中頃）の豪族。許勢稲茂の子。姓は臣。

## 記録
荒人の名前は『日本書紀』などの記録には登場しないが、『新撰姓氏録』「右京皇別」、「巨勢楲田朝臣」の項目によると、「雄柄宿禰四世孫稲茂臣之後也。男荒人」とあり、「天豊財重日足姫天皇（皇極天皇）」の御世に大和国の葛城の長田が開発された際に、その地が上方にあり、水を灌漑することが困難であったため、荒人の技術により、長楲（揚水機）を初めて造り、川の水を田に灌漑することができたという。天皇は大いに喜び、楲田（ひだ）臣の氏姓を賜ったと記されている。
『新撰姓氏録』「右京皇別」の「巨勢斐太臣」の項目にも「巨勢楲田同氏、巨勢雄柄四世孫稲茂男荒人之後」とあり、同じ血をひく一族であることが記されている。